# Aeródromo Curaco
El Aeródromo Curaco (OACI: SCGP) es un terminal aéreo ubicado cerca de Panguipulli, en la Provincia de Valdivia, Región de Los Ríos, Chile. Es de propiedad pública.